# Transfermarkt
Transfermarkt es un sitio web originario en Alemania que tiene información del mundo del fútbol, como puntuaciones, resultados, noticias de transferencias y calendarios de liga. Según el IVW,  está en el top 25 de los sitios web alemanes más visitados, y es uno de los sitios web de deporte más grandes después de kicker.de, también de origen alemán.

## Historia
El sitio web fue fundado en mayo de 2000, por Matthias Seidel. En 2008, Axel Salmer publishing house se hizo al 51% de participación en el sitio web. Aun así, Seidel mantuvo 49% de las participaciones. La versión de lengua inglesa empezó en 2009.

## Contenido de sitio web
El sitio web tiene puntuaciones, resultados, noticias de transferencias, calendarios de liga, y valores de jugadores. A pesar de que los valores de los jugadores, junto con algunos otros hechos, son estimaciones, investigadores del Centre for Economic Performance han encontrado que los 'rumores' de transferencias de jugadores son en gran parte cuidadosas y acertadas.

## Relanzamiento
El 19 de mayo de 2014, tuvo un relanzamiento para la actualización llamada 'versión 4'. En el curso de esta actualización hubo cambios tanto en temas de servidor y asuntos técnicos, como de datos y asuntos legales, debido a que la información privada era visible para otros usuarios por un periodo indefinido de tiempo. Por 48 horas el sitio tuvo una disponibilidad muy limitada, resultando en quejas múltiples en Facebook. Las críticas más grandes de los usuarios tenía que ver con lo confuso del nuevo diseño. Como resultado, Transfermarkt.de se disculpó públicamente por los incidentes y molestias causadas durante el relanzamiento.